# ГЕС La Guaca
ГЕС La Guaca — гідроелектростанція у центральній частині Колумбії. Знаходячись після ГЕС Параїсо, становить нижній ступінь дериваційного каскаду Пагуа на річці Богота, правій притоці Магдалени (впадає до Карибського моря в місті Барранкілья). 
Відпрацьована на ГЕС Параїсо вода потрапляє у відвідний тунель довжиною 0,4 км з діаметром 4,4 метра, через який спрямовується у дериваційну трасу до станції La Guaca. При цьому в системі також працює балансувальний резервуар об’ємом 53 тис м3, який у випадку збоїв на Параїсо забезпечує роботу станції нижнього рівня протягом півгодини. Відвідний тунель переходить у шахту глибиною 177 метрів та діаметром 4,9 метрів, після якої починається тунель довжиною 1,3 км з діаметром 4,2 метра. Далі трасу продовжують напірний водовід довжиною 3,1 км зі спадаючим діаметром від 3,7 до 3,1 метра і друга шахта глибиною 195 метрів з діаметром 4,2 метра. Завершальною ланкою є високонапірний тунель довжиною 2,1 км з діаметром 3,1 метра. 
Машинний зал станції La Guaca обладнали трьома турбінами типу Пелтон потужністю по 108 МВт, які при напорі у 1032 метри забезпечують виробництво 1,2 млрд кВт-год електроенергії на рік.
Відпрацьована вода відводиться до Боготи.